# Кристијансанд
Кристијансанд (норв. Kristiansand) је значајан град у Норвешкој. Град је највећи град покрајине Јужне Норвешке и седиште округа Западни Агдер.
Према подацима о броју становника из 2009. године у граду живи 66.532 становника, док у општини живи 78.919 становника.

## Географија
Град Кристијансанд се налази у јужном делу Норвешке и најјужнији је већи град у држави. Од главног града Осла град је удаљен 320 km југозападно од града.
Рељеф: Кристијансанд се налази на југозападној обали Скандинавског полуострва. Град се развио на дну Конгсгардбукт фјорда, у невеликој равници уз море. Сходно томе, надморска висина града иде од 0 до 90 м надморске висине.
Клима: Клима у Кристијансанду је умерено континентална са утицајем Атлантика и Голфске струје. Њу одликују благе зиме и хладнија лета.
Воде: Кристијансанд се развио као морска лука на у дну омањег Конгсгардбукт фјорда, залива Скагерака, који је, опет, део Северног мора. Залив није отворен ка мору, већ се ту налази више малих острва. Језгро града се образовало на ушћима речица Отре и Товдалселве.

## Историја
Први трагови насељавања на месту данашњег Кристијансанда јављају се у доба праисторије. Данашње насеље основано је у средњем веку, када је ту подигнута црква и велепосед, али није имало већи значај током следећих векова.
Градско насеље на датом месту основано је 1641. године указом краља Кристијана IV Данског, по које је град и назван. Како је град плански настао, градско ткиво је плански уређено у виду ортогоналне мреже.
Током петогодишње окупације Норвешке (1940—45) од стране Трећег рајха Кристијансанд и његово становништво нису значајније страдали.

## Становништво
| Година       |
| Становништво |
| ------------ |

Данас Кристијансанд са предграђима има око 80 хиљада у градским границама, што је 3 пута више него пре пола века. Последњих година број становника у граду се повећава по годишњој стопи од 1%.

## Привреда
Градска привреда се традиционално заснива на мору - поморство, риболов и бродоградња. Последњих година значај трговине, пословања и услуга је све већи.

## Градске знаменитости
Град има јединствену градску ортогоналну мрежу.
Кристијансанд је и седиште главнине Универзитета Агдера, који има значајан утицај на развој и живот у граду.

## Партнерски градови
- Гдиња
- Тролхетан
- Јеринг
- Керава
- Reykjanesbær
- Минстер
- Орлеан
- Letchworth Garden City
- Rajshahi
- Валвис Беј
- Trollhättan Municipality
- Hjørring Municipality

## Галерија
- Средиште Кристијансанда зими
- Главна градска црква
- Главни трг
- Градско позориште